# Napad na vojaško bazo v Javorivu
Vojaško bazo Javoriv so ruske sile med rusko invazijo na Ukrajino leta 2022 napadle 13. marca. Baza se nahaja v bližini mesta Javoriv v Lvovski oblasti, manj kot 25 km od poljske meje. Po navedbah ukrajinskih uradnikov je vojaški objekt zadelo 30 ruskih raket, pri čemer je bilo ubitih od 35 do več kot 40 ukrajinskih vojakov in ranjenih 134 drugih. Po navedbah ruskih uradnikov je bilo ubitih »180 tujih plačancev«.

## Zgodovina
Ukrajinski uradniki so poročali, da se je v bazi ukrajinske legije tujcev usposabljalo kar 1000 tujih borcev. Rusko obrambno ministrstvo je objavilo, da je uničilo "do 180 tujih plačancev in veliko pošiljko tujega orožja" in dejalo, da bo Rusija nadaljevala napade na tuje borce v Ukrajini; ukrajinsko obrambno ministrstvo je sporočilo, da med mrtvimi ni potrdilo nobenega tujca. Britanski časnik The Mirror je 14. marca poročal, da so bili v napadu morda ubiti vsaj trije nekdanji britanski prostovoljci specialnih sil, skupno število mrtvih prostovoljcev pa bi lahko preseglo sto. Nemški prostovoljec, ki je preživel napad, je 17. marca za avstrijski časopis Heute povedal, da je bilo v trenutku, ko je bila ena od zgradb uničena, prisotnih najmanj 100 tujih prostovoljcev in nobeden ni preživel. Povedal je, da je število smrtnih žrtev, ki jih je objavila ukrajinska vlada, predstavljalo le ukrajinsko osebje.
Po besedah nacionalnega koordinatorja ukrajinskega veleposlaništva za Mednarodno legijo v Haagu Gerta Snitselaarja je v bombnem napadu skoraj zagotovo umrlo neznano število nizozemskih prostovoljcev. Navedel je: »Zjutraj sem bil v stiku z nekaj (prostovoljci), vendar od takrat z njimi ni bilo nobene komunikacije.«
Ukrajinski obrambni minister Oleksij Reznikov je napad označil za »teroristični napad na mir in varnost blizu meje EU-NATO«. Uradnik zveze NATO je izjavil, da v bazi ni bilo njihovega osebja, saj je vse osebje zapustilo državo pred invazijo.
Maja 2024 so ruski mediji poročali o ponovnem napadu na bazo, v katerem je po njihovih trditvah umrlo »več kot 300 tujih plačancev« in »NATO vojaško osebje«, vendar je v resnici šlo za popolno fabrikacijo, saj se napad ni nikoli zgodil.